# Dama (baralho)
A Dama é uma carta de baralho com a figura de uma rainha, sendo uma para cada naipe. Normalmente seu nível de importância está entre o rei e o valete. Os baralhos costumam representá-la com a letra Q, do inglês queen (rainha), seguindo o padrão de muitos países.

## Exemplos

Dama de Espadas - A deusa Pallas (outro nome da deusa grega Atena).
Dama de Copas - Judite, personagem bíblica católica.
Dama de Ouros - Raquel, esposa de Jacó
Dama de Paus - Elizabete I da Inglaterra[nota 1]